# Fest des heiligen Apostels und Evangelisten Johannes

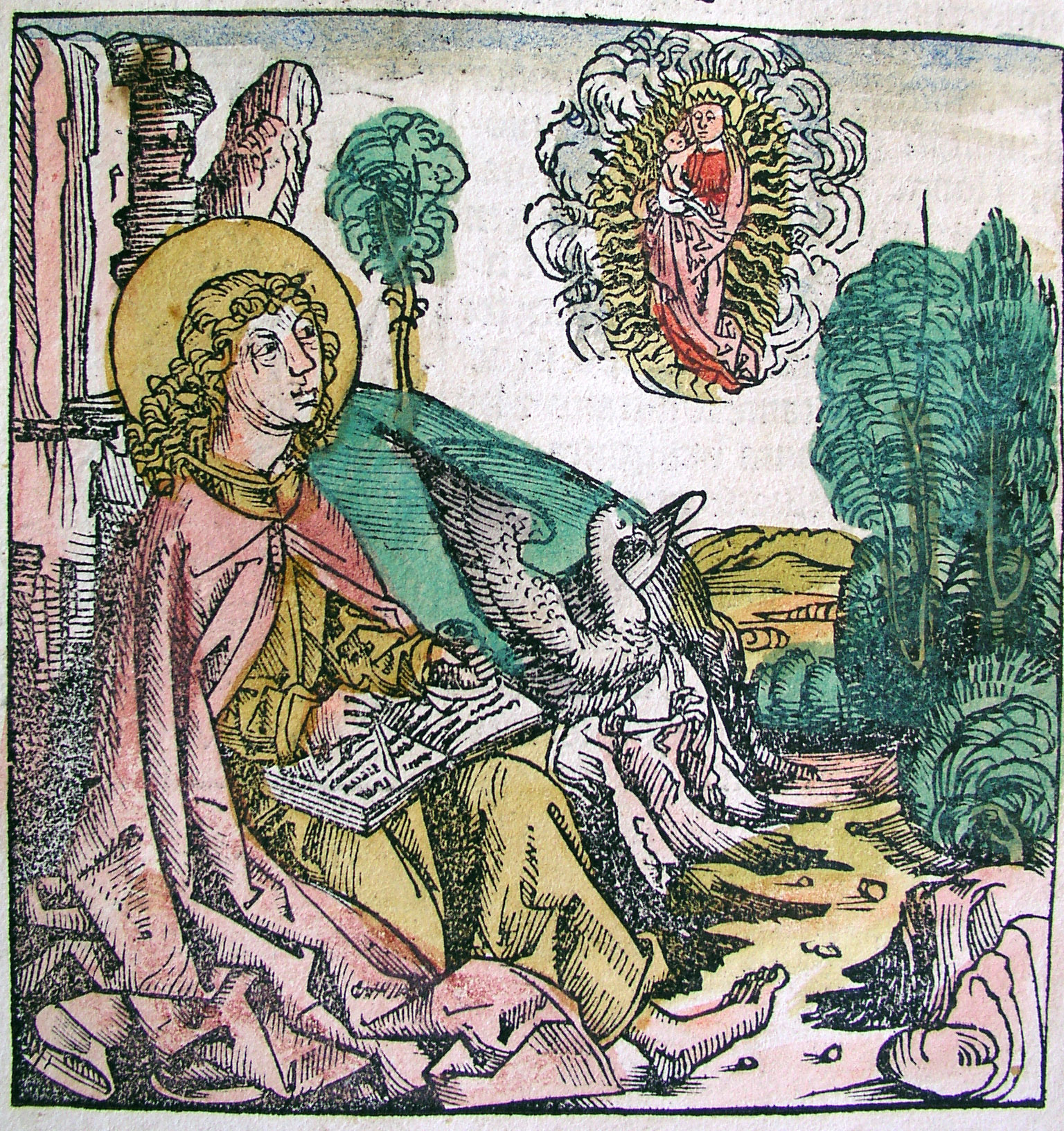
Der hl. Apostel und Evangelist Johannes, Holzschnitt in der Schedelschen Weltchronik

Das Fest des heiligen Apostels und Evangelisten Johannes (lat. Festum S. Ioannis, Apostoli et Evangelistae) ist ein liturgisches Gedächtnis im Kirchenjahr der römisch-katholischen Kirche. Es wird am 27. Dezember begangen, dem dritten Tag der Oktav von Weihnachten. Der Apostel Johannes war der Überlieferung zufolge der Verfasser des Johannesevangeliums, der Johannesbriefe und der Offenbarung des Johannes. Der Gedenktag ist seit dem 4. Jahrhundert bezeugt. Als „Tag des Apostels und Evangelisten Johannes“ findet sich der Anlass auch im evangelischen Gottesdienstbuch. Das Tagesevangelium ist Joh 21,20–24 , die liturgische Festfarbe ist weiß.

## Brauchtum
In der katholischen Kirche kann an diesem Tag der sogenannte Johanneswein gesegnet werden. Die Legenda aurea berichtet von dem Apostel, er habe einen Becher mit vergiftetem Wein, den man ihm reichte, mit dem Kreuzzeichen gesegnet und danach unbeschadet ausgetrunken.

## Sonstiges
Früher wurde des Apostels und Evangelisten auch am 6. Mai gedacht. Die Orthodoxen Kirchen feiern sein Fest am 8. Oktober und am 15. Mai.